# Pasir Baru (Rambah)
Pasir Baru is een bestuurslaag in het regentschap Rokan Hulu van de provincie Riau, Indonesië. Pasir Baru telt 1039 inwoners (volkstelling 2010).